# 北条鉄道フラワ1985形気動車
北条鉄道フラワ1985形気動車（ほうじょうてつどうフラワ1985がたきどうしゃ）は、北条鉄道が1985年の同社営業開始から2009年まで使用していた気動車（レールバス）である。

## 概要
国鉄北条線が1985年4月1日に第三セクターの北条鉄道に転換されるのを前に、富士重工業によりフラワ1985-1・フラワ1985-2・フラワ1985-3の3両が製造された。
当時富士重工業が第三セクター等のローカル線向けに製造していたLE-CarIIシリーズの二軸車でワンマン運転に対応した車両である。
同時期に製造された三木鉄道のミキ180形とは基本構造・性能がほぼ同一である。
加西市と共同でバイオディーゼル燃料の使用実験が行われた際には本形式が利用された。

### 形式名の由来
記号の「フラワ」は沿線の加西市にある兵庫県立フラワーセンターに、「1985」は開業年の西暦1985年にそれぞれ由来する。

### 廃車と譲渡
フラワ2000形の代替導入に伴い、2000年にフラワ1985-2、2001年にフラワ1985-3が廃車となった。
フラワ1985-1は最後まで在籍していたものの、老朽化によって週2日しか稼働できないという状況であった。そのため代替用に三木鉄道からフラワ2000形と同形のミキ300形を1両購入し、フラワ1985-1をイベント用とする計画であった。しかし、2009年1月に車両故障を起こして使用不能となったまま、同年3月31日付けで除籍され形式消滅となった。
廃車後、フラワ1985-1とフラワ1985-2は紀州鉄道に譲渡され、それぞれキテツ1形キテツ1およびキテツ2となった。フラワ1985-3については個人に売却されている（『鉄道ジャーナル』2002年5月号より）。
キテツ1は紀州鉄道で2015年まで使用された後、2017年3月に有田川町鉄道公園に無償譲渡され、2020年にはフラワ1985-2時代の塗装に復元された。

## 構造

### 車体
車体は長さ12m級の普通鋼製車体で両端にバス用の折戸を設置し、扉間には観光バスと同様の上段固定下段横引き窓を設け乗務員室側にのみ乗務員室扉を設置した。
車体構造は当時富士重工業で生産されていた路線バス用車体（R15型E）に類似する。前面下部には補重を兼ねたスノープラウを装備している。
側面から見て右端の窓は固定窓となっている。前面形状は中央に縦桟を入れた2枚窓で、両側前面窓下に前照灯と尾灯を、中央上部には方向幕を設置した。なお、方向幕はフラワ1985-2のみ取替えにより「北条町⇔粟生」になっており、フラワ1985-1, 3は「粟生⇔北条町」と登場時のままになっている。
ちなみに三木鉄道ミキ180形の側面窓は路線バスに多いアルミサッシの上段下降下段上昇窓であり、本系列との外観上の相違点となっている。

#### 塗装
塗装は白地に赤色帯を施し、登場時のカラーのラインが全車緑色になっていた後、その上に3両ごとに異なるカラーのラインが入ったものであった。中央部の意匠は北条鉄道の「北」をかたどったものである。
各車異なるラインカラーのは内訳は以下の通りである。
- 1985-1：黄緑
- 1985-2：紫
- 1985-3：緑（登場時のままの色）

### 車内
全席ロングシートであり、車内にトイレは設置されていない。
ワンマン運転に対応するため運転室付近に運賃箱・整理券発行機・運賃表示器を設置しているほか、北条線から加古川線への乗り継ぎ利用客のため粟生駅の乗車駅証明書発行機も備えている。
冷房能力22,000 kcal/hの機関直結式冷房装置を装備した。

### 台車・機器
エンジンは出力180 PS / 2200 rpm、直列6気筒直噴式横形ディーゼルエンジンのUDトラックス（旧:日産ディーゼル）製PE6H。空気ばね式一軸台車を2つ装備した二軸車で、一方が駆動台車、もう一方が付随台車となっている。